# Тува во Второй мировой войне

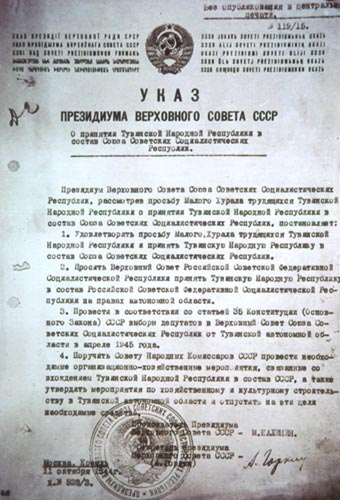
Указ Президиума Верховного Совета СССР о вхождении Тувы в состав СССР на правах автономии (1944)

Тувинская Народная Республика вступила во Вторую мировую войну на стороне Советского Союза уже 22 июня 1941 года, объявив войну Германии в первый же день начала германского вторжения в СССР.
Тувинцы принимали участие в боях на восточном фронте в составе формирований Рабоче-крестьянской Красной армии. 14 октября 1944 года Тувинская Народная Республика вошла в состав СССР, став Тувинской автономной областью. С этого момента тувинцы участвовали в боевых действиях вплоть до окончания Второй мировой войны в качестве граждан Советского Союза.

## Предыстория

### Создание ТНР
До 1912 года Тува, на тот момент известная как «Танну-Урянхай», находилась под властью династии Цин. После Синьхайской революции в Китае, завершившейся в 1913 году, тувинские нойоны неоднократно обращались к российскому императору Николаю II с просьбой об установлении российского протектората над Тувой. 4 апреля 1914 года император дал официальное согласие на принятии тувинских территорий в состав Российской империи в качестве протектората, после чего Тува, получившая название Урянхайский край, была присоединена к Енисейской губернии.
В короткий период, на протяжении которого Тува входила в состав Российской империи, царское правительство проводило крайне осторожную политику на её территории, как и в других национальных регионах Восточной Сибири, чтобы избежать обострения в них китайского, японского и монгольского влияния.
В 1919 году, в разгар Гражданской войны, большевистское руководство категорически запретило частям РККА находиться на территории Урянхайского края, который уже тогда не только предписывалось сохранять автономным, но и планировалось объявить независимым в случае прихода в нём к власти пробольшевистски настроенных сил. Так и произошло: в августе 1921 года, после окончательного разгрома Азиатской дивизии барона Р. Ф. фон Унгерна-Штернберга силами Красной армии, в Туве произошла т. н. «Народная революция», которую горячо приветствовала и поддержала Советская Россия. А с 13 по 16 августа в селе Суг-Бажы Тандинского кожуна состоялся Всетувинский Учредительный Хурал девяти кожуунов, провозгласивший образование Тувинской Народной Республики (ТНР) и принявший первую тувинскую конституцию.

### Советско-тувинские отношения
Несмотря на де-юре политическую самостоятельность ТНР, республика во многом зависела от РСФСР. Так, советская делегация, присутствовавшая на Всетувинском Учредительном Хурале, провозгласившем республику, настояла на закреплении в специальной резолюции положения, согласно которому в сфере внешней политики ТНР должна была действовать «под покровительством РСФСР».
В январе 1923 года была окончательно определена советско-тувинская граница. В том же году контингент РККА, присутствовавший на территории ТНР, был выведен за её пределы согласно договорённости, заключённой между правительствами двух государств в 1921 году.
Летом 1925 года между СССР и ТНР был подписан «Договор между РСФСР и Танну-Тувинской Народной Республикой об установлении дружеских отношений», укрепивший союзнические взаимоотношения между государствами. Инициатором заключения договора стал СССР. Договор гласил о том, что советское правительство «отнюдь не рассматривает Танну-Тува как свою территорию и никаких видов на неё не имеет». Кроме того, в связи с взаимной экономической заинтересованностью, СССР предоставил тувинским гражданам ряд льгот в сферах передвижения, торговли и проживания на советской территории, а тувинцам, проживающим на территории СССР — облегченный режим перехода границы на строго установленных участках.
В конце 1920-х — начале 1930-х годов по Туве прокатилась первая волна политических репрессий. Впоследствии таковые имели место в течение всего десятилетия. По данным прокуратуры Республики Тува, в 1930-х годах в ТНР было репрессировано 1286 человек, а, согласно другой версии, их количество доходило до 1700 человек. Среди подвергшихся репрессиям, как и в СССР, оказались многие видные государственные деятели Тувы, в том числе, первый председатель совета министров ТНР Монгуш Буян-Бадыргы и бывший председатель Президиума Малого Хурала Куулар Дондук. Они обвинялись в шпионаже в пользу Японии и подготовке контрреволюционного переворота. В качестве главного инициатора политических чисток в Туве выступал первый секретарь ЦК Тувинской Народно-революционной партии Салчак Тока, пользовавшийся симпатией со стороны советского руководства.

## Вооружённые силы

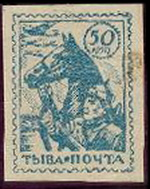
Почтовая марка Тувы с изображением красноармейца с конём (1942)

В первой половине 1930-х годов Японская империя развернула агрессивные действия против Китайской республики, оккупировав Маньчжурию и основав на её территории марионеточное государство Маньчжоу-го, а в 1937 году развернуло полномасштабную войну против Китая. Это сподвигло руководство Тувы к проведению ряда важных мероприятий по укреплению армии и обороны страны. XI съезд ТНРП, состоявшийся в ноябре 1939 года, поручил Центральному Комитету партии в ближайшие 2-3 года обеспечить армию в полном объёме вооружением и поднять уровень её боевой готовности на ещё более высокий уровень. 22 февраля 1940 года постановление Малого Хурала ТНР санкционировало создание Министерства военных дел, которое сразу приняло меры по оснащению армии новыми видами оружия и боевой техники, улучшению подготовки командных кадров и повышению боевой готовности частей и подразделений. Первым военным министром ТНР (1940—1943) стал полковник (впоследствии — генерал-майор) Гессен Шоома.
Правительство СССР и командование РККА оказывали ТНР значительную помощь в развитии материально-технической базы и подготовке кадров. Средний и высший командные составы Тувинской народно-революционной армии проходили подготовку в военных учебных заведениях СССР, в том числе, Военная академия имени М. В. Фрунзе и Академия Генерального штаба. В Туву, помимо того, приглашались советские военные инструкторы и советники.

## Вступление в войну
На 22 июня 1941 года — день начала Великой Отечественной войны — в Туве пришёлся X съезд Великого Хурала ТНР. Собравшиеся на заседании делегаты съезда (334 человека) единогласно приняли декларацию, в которой провозглашалось:
«Тувинский народ во главе со своей революционной партией и правительством, не щадя жизни, готов всеми силами и средствами участвовать в борьбе советского народа против фашистского агрессора до окончательной победы над ним»
Принятием декларации Тува обозначила своё вступление в войну на стороне СССР, официально объявив войну Нацистской Германии и её союзникам. В объявлении о поддержке СССР в войне против Германии Тува опередила Великобританию: радиообращение Уинстона Черчилля, адресованное советскому народу, было передано в 11 часов вечера 22 июня, а аналогичное сообщение из Тувы поступило уже в первой половине дня.
Существует распространённая легенда, согласно которой Гитлер никак не отреагировал на объявление войны со стороны ТНР потому, что не нашёл её на карте мира.

Проводы тувинского кавалерийского эскадрона на фронт. Кызыл, 1943

С первых дней Великой Отечественной войны Тувинская Народная Республика и её вооружённые силы были переведены на военное положение. Если до войны в рядах ТНРА насчитывалось 489 человек (4 эскадрона по 4 взвода, а также танковый взвод, взвод связи, пулеметный полуэскадрон, музыкальный взвод, интендантский взвод) то в конце 1941 года она численно возросла до 1136 человек. Кроме того, сразу после вступления в войну власти ТНР предложили советскому руководству отправлять на фронт тувинских добровольцев, экипированных стрелковым и холодным оружием местного или советского производства, однако Москва не соглашалась на такого рода помощь, ссылаясь, в частности, на малочисленность населения Тувы.
26 июля 1941 года полпред ТНР в СССР Сат Намчак сообщил заместителю министра иностранных дел СССР А. А. Соболеву о готовности Тувы к перевыполнению плана экспорта и увеличению его на 50 %, а также немедленном погашении долга в 1,3 миллионов рублей. Кроме того, предлагалось передать в распоряжение Красной Армии 5 тысяч лошадей, сократить импорт советских товаров оборонного значения, организовать сбор средств среди населения на постройку трёх военных самолётов, численно удвоить и обучить личный состав Тувинской народно-революционной армии (ТНРА). 29 июля Соболев прислал ответ с благодарностью в адрес тувинского народа и руководства ТНР с формулировкой: «за отклик на призыв товарища Сталина к решительной и беспощадной борьбе против фашизма».
8 августа 1941 года И. В. Сталин поздравил тувинский народ с 20-летием ТНР, отметив, что советское руководство «с большим удовлетворением отмечает готовность тувинского народа с оружием в руках выступить вместе с советским народом на разгром фашизма».

## Материальная помощь
С первых же дней войны ТНР приступила к оказанию материальной помощи СССР. Так, Советскому Союзу был передан золотой запас государства, составлявший около 30 миллионов советских рублей, а также добыча тувинского золота на сумму порядка 5 миллионов рублей. Общая же сумма добровольной материальной помощи населения Тувы СССР в указанный промежуток времени превысила 60 миллионов рублей.
Вскоре после вступления в войну тувинская промышленность переориентировалась на выполнение военных заказов. На лесозаводе были построены обозный цех, сушилка, освоено массовое производство лыж. На кожевенном заводе появились новые цеха, расширен овчинный цех, установлены дополнительные шерстобитные машины. Количество заводских работников увеличилось почти в семь раз. Аналогичные изменения произошли с сельским хозяйством ТНР: были расширены посевные площади, увеличились товарное производство и сенозаготовка. Женщины, старики и подростки заменяли мужчин, ушедших на фронт.
С июня 1941 по август 1944 года ТНР поставила в СССР 50 тысяч боевых коней, а также более 700 тысяч голов скота, из которых почти 650 тысяч — безвозмездно. От 10 до 100 голов своего скота поставила почти каждая тувинская семья (в семьях тогдашних тувинцев, как и монголов, в среднем количество голов скота в личном пользовании насчитывало как минимум 130 голов). Одной только весной 1944 года освобождённой УССР было подарено 27,5 тысяч тувинских коров. В телеграмме Президиума Верховного Совета Украинской ССР Президиуму Малого Хурала Тувы отмечалось: «Украинский народ, как и все народы СССР, глубоко ценит и никогда не забудет той помощи фронту и освобождённым районам, которую по-братски оказывают трудящиеся Тувинской народной республики…».
За годы войны Тува поставила на нужды Советской армии 52 тысячи пар лыж, 10 тысяч полушубков, 19 тысяч пар рукавиц, 16 тысяч пар валенок, 67 тонн шерсти, 400 тонн мяса, ржаной, ячменной муки и топлёного масла, а также десятки тонн мёда, плодово-ягодных консервов и концентратов, рыбных изделий, тонны перевязочных бинтов, лекарств традиционной медицины, воска и смолы. До 90 % вышеперечисленного было передано безвозмездно.

### Тувинская эскадрилья

Фотографии построенных на тувинские средства самолётов Як-7Б, сделанные 16 марта 1943 года на аэродроме «Чкаловский». На нижних фотографиях видны надписи «От Танды хошуна ТНР» и «От тувинского народа»

16 марта 1943 года на подмосковном аэродроме «Чкаловский», в присутствии наркома авиапромышленности СССР А. И. Шахурина, делегация ТНР торжественно передала в распоряжение 133-го истребительного авиационного полка ВВС РККА 10 истребителей Як-7Б, построенных на средства, собранные тувинцами. В связи с этим событием командир полка майор Амельченко издал приказ, по которому истребители были переданы командиру 3-й авиационной истребительной эскадрильи Новикову и закреплены за определёнными экипажами.
Все самолёты были сконструированы на 153-м заводе в Новосибирске. На момент передачи они не имели тактических номеров (они были нанесены позже на кили истребителей). Именной самолёт «От Танды хошуна» (хошун — административная единица в ТНР) Амельченко закрепил лично за собой. На остальных истребителях было написано: «От Тувинского народа», также белой краской.
До окончания войны не сохранился ни один самолёт «тувинской эскадрильи». К июлю 1943 года большая часть машин была разбита или повреждена в боях. К этому моменту 133-й истребительный авиационный полк, пополненный людьми и самолётами, вновь вступил в боевые действия на Брянском фронте в составе 234-й истребительной авиационной дивизии. После первого же воздушного боя, произошедшего 10 июля 1943 года, в составе полка не осталось ни одного тувинского истребителя.
Из 20 военнослужащих 133-го авиационного истребительного полка, составлявших экипажи истребителей ЯК-7Б, войну пережили только трое. Ещё трое погибли во время войны, но уже после июля 1943 года. Остальные пилоты и бортмеханики, обслуживавшие самолёты, построенные на средства ТНР, погибли в период с марта по июль 1943 года.

## Тувинцы в боевых действиях

### Добровольческие формирования ТНР

#### Кавалерийские
1 сентября 1943 года в Кызыле состоялись проводы добровольческого эскадрона в составе 208 человек. Завершив краткий курс подготовки во 2-м запасном кавалерийском полку в Муроме и Коврове, 16 ноября эскадрон успешно выдержал экзамен на боевую готовность. Проводивший экзамен генерал-полковник О. И. Городовиков отозвался о тувинцах положительно, подчеркнув: «люди хорошо натренированы, а также подготовлены по боевой и политической подготовке и представляют собой вполне готовую боевую единицу».
После подготовки кавалеристы прибыли в распоряжение 6-го гвардейского казачьего кавкорпуса. 8 ноября личный состав 31-го гвардейского кавалерийского полка 8-й гвардейской кавалерийской дивизии принял в свои ряды отряд тувинских добровольцев в количестве 177 человек под командованием капитана Тюлюша Кечил-оола. 15 декабря добровольцы приняли присягу в деревне Снегирёвка, а затем были переправлены на Украину.
Во время освобождения большей части УССР 8-я гвардейская кавалерийская дивизия, в составе которой сражался тувинский эскадрон, осуществляла глубокие конные рейды по тылам немцев и украинских националистов на территории Западной Украины. Всего тувинцы приняли участие в освобождении 80 западноукраинских населённых пунктов..
В ходе боёв в Галиции и Волыни тувинские кавалеристы производили на солдат противника устрашающее впечатление. Так, немецкий офицер Г. Ремке, пленённый в январе 1944 года в бою под Деражно (ныне Волынская область Украины) сообщил на допросе, что вверенные ему солдаты «подсознательно восприняли этих варваров [прим. — тувинцев] как полчища Аттилы» и потеряли всякую боеспособность. Известно, что в кругах немцев тувинские кавалеристы имели прозвище «Чёрная Смерть» (нем. «Der Schwarze Tod»). Это во многом объяснялось тем, что тувинцы, руководствуясь своими национальными представлениями о военной этике, принципиально не брали пленных.
С боями, преследуя отступавших немцев, полк, в составе которого сражались тувинские добровольцы, пробился к Ровно. 1 февраля тувинцы заняли кирпичный завод и вырвались вперёд, на значительное расстояние от остальных сил. Развивая наступление открытыми флангами, эскадрон во главе с капитаном Кечил-оолом вышел к железной дороге и, использовав благоприятный момент, атаковал вражеских солдат. Ворвавшись на железнодорожную станцию, на путях которой стояли эшелоны с военной техникой, они дождались оставшуюся часть полка и ворвались в Ровно. За мужество и героизм 17 тувинцев были награждены орденами Славы.
Из отправившихся на фронт тувинских добровольцев на родину вернулось только 165 человек. В 2013 году умерла последняя из 206 членов добровольческой группы, влившейся в 8-ю гвардейскую кавалерийскую дивизию — сестра милосердия Вера Чульдумовна Байлак, удостоенная ряда советских военных наград.

#### Танковые

Тувинские добровольцы-танкисты. Кызыл, 1943

18 марта 1943 года заместитель председателя Совета Министров Салчак Сергей сообщил поверенному в делах СССР в ТНР М. Г. Сущевскому о готовности тувинских танкистов к отправке на фронт. Письмом от 11 мая 1943 года Сущевский уведомил А. М. Чимба о том, что ходатайство тувинского правительства о приёме тувинских добровольцев-танкистов в действующую армию удовлетворено.
Перед отправкой на фронт кандидатам предстояло пройти ряд испытаний. Они боролись, скакали на конях, стреляли в картонную мишень. Первые добровольцы из ТНР — 11 человек — вступили в ряды РККА в мае 1943 года и, пройдя краткий курс обучения, были зачислены в 25-й отдельный танковый полк, с февраля 1944 года входивший в состав 52-й армии 2-го Украинского фронта и участвовавший в боях на территории Украины, Молдавии, Румынии, Венгрии и Чехословакии..

### Советские граждане, проживавшие в ТНР
Ввиду того, что значительная часть населения ТНР (по меньшей мере, 12 тысяч человек) имела особый правовой статус (нечто наподобие двойного гражданства), 10 ноября 1941 года советское и тувинское руководства приняли совместное решение о мобилизации проживающих в республике советских граждан в возрасте от 19 до 40 лет. Все расходы, связанные с проведением призыва, тувинское правительство взяло на себя.
26 января 1942 года призывная комиссия приступила к работе. В течение февраля почти ежедневно тувинско-советскую границу пересекали автоколонны с призывниками по 100—120 человек в каждой. Современники первого, самого массового призыва вспоминали, что после него во многих русских поселениях оставались, в основном, только старики, женщины и дети. По достижении призывного возраста (18 лет) юноши, имевшие двойное гражданство, продолжали призываться на фронт. Последняя мобилизация была проведена в ТНР в 1944 году, когда на войну были призваны молодые люди 1926 года рождения. По самым скромным подсчётам, русская колония в ТНР поставила на фронт свыше 3,5 тысяч воинов, около 900 человек из которых ушли туда добровольно. Ещё около 200 человек были взяты на трудовой фронт и работали в тылу: на заводах, лесоповалах, угольных шахтах в Красноярске, Кемерово, Канске, Черногорске.
В общей сложности за годы войны в рядах Красной армии служило до 8 тысяч тувинцев. Они приняли участие во многих ключевых операциях завершающего этапа войны, таких, как Корсунь-Шевченковская, Уманско-Ботошанская, Ясско-Кишинёвская, а также Дебреценская и Сандомирско-Силезская операции. Формирования из мобилизованных в ТНР советских граждан участвовали в боях за блокадный Ленинград и освобождение Белоруссии.
Порядка 20 воинов-тувинцев были удостоены ордена Славы, ещё 5,5 тысяч тувинских воинов стали кавалерами других советских и тувинских наград. Так, тувинец Хомушку Чургуй-оол, на протяжении всей войны бывший механиком-водителем танка Т-34 вышеупомянутого 25-го танкового полка, был удостоен звания Героя Советского Союза, а другой его соотечественник, Кыргыз Чамзырын, встретил 9 мая 1945 года в Праге и стал кавалером многих советских орденов, в том числе ордена Славы.

## Присоединение к СССР
Возможно, что первая попытка присоединиться к СССР была предпринята руководством ТНР ещё в 1939 году, однако информации об этом сохранилось мало. Следующее прошение о принятии Тувы в состав СССР было отправлено Генеральным Секретарём ТНРП Салчаком Токой 26 апреля 1941 года. Кроме Генерального Секретаря, прошение также подписали все члены политбюро ЦК ТНРП. Считается, что возможно, прошение 1941 года не было сразу удовлетворено СССР, в основном по внешнеполитическим причинам — из-за неудач во время войны с Финляндией и дальнейшем вступлении в войну с Германией, однако это не мешало руководству ТНР называть в официальных документах Советский Союз «социалистической родиной». Например:

<…>Отмечая с большим удовольствием это новое проявление беззаветной преданности тувинского народа к нашей Социалистической родине — СССР, Президиум Малого Хурала ТНР, Совет Министров ТНР и Центрального Комитета ТНРП ПОСТАНОВЛЯЮТ:<…>
— Из Постановления президиума Малого хурала ТНР, Совета министров ТНР и ЦК ТНРП «Об отправке второго эшелона подарков для героической Красной армии», 8 апреля 1942 г.

<…>Трудящиеся ТНР, желая всемерно оказать братскую помощь героической Красной Армии в разгроме немецких захватчиков и очищении нашей социалистической родины — СССР от гитлеровской нечисти, приступили к сбору средств на постройку авиаэскадрильи «Тувинская Народная Республика» для фронта<…>
— Из Постановления политбюро ЦК ТНРП «О сборе средств на постройку авиаэскадрильи «Тувинская Народная Республика», 23 декабря 1942 г.
В 1943 и 1944 годах Салчак Тока встречался с наркомом иностранных дел СССР Вячеславом Молотовым, где вновь поднимался вопрос о присоединении ТНР. Положительный ответ на прошение 1941 года был направлен в Туву в августе 1944 года, после чего, 17 августа 1944 года VII сессия Малого Хурала ТНР приняла декларацию о вхождении Тувинской Народной Республики в состав СССР, обратившись с соответствующим ходатайством в Верховный Совет СССР. Указом президиума Верховного Совета от 11 октября 1944 года ходатайство было удовлетворено и Тува вошла в состав РСФСР на правах автономной области. В связи с этим Тувинская народно-революционная армия прекратила своё существование и была преобразована в Отдельный 7-й кавалерийский полк Краснознамённого Сибирского военного округа. Тувинское министерство военных дел было преобразовано в Областной военный комиссариат.

### Политическая оценка присоединения Тувы Советским Союзом
Несмотря на явную доброжелательность властей ТНР по отношению к СССР, многие исследователи рассматривают присоединение Тувы как аннексию. В пользу этого говорит, в первую очередь, то, что ТНР присоединилась к Советскому Союзу не по результатам референдума или плебисцита, а решением руководства страны, которое находилось под советским влиянием. Так, в 1939 году в Туву прибыла группа советников, в задачи которой входила разработка новой Конституции республики и программы ТНРП. Руководителем этой группы был Андрей Жданов, который впоследствии поспособствовал присоединению Эстонии к СССР. Также немаловажным является то, что почти вся политическая элита ТНР получила образование в Советском Союзе. Например, Генеральный секретарь ТНРП Салчак Тока был выпускником Коммунистического университета трудящихся Востока. Кроме того, руководство ТНР вплоть до ноября 1944 года скрывало от граждан сам факт присоединения Тувы к Советскому Союзу.
В противовес этому, часть исследователей считают присоединение добровольным. Например, востоковед и депутат Верховного Хурала Николай Абаев утверждает, что несмотря на отсутствие проведения какого-либо референдума или плебесцита, Народная Республика Танну-Тува присоединилась к СССР во исполнение действительно свободного (по крайней мере, для большей части населения) волеизъявления танну-урянхайского населения. Экономические, политические и социальные связи между Тувой и Советским Союзом неуклонно возрастали с момента образования ТНР, что привело к 30-м годам XX века к почти полному копированию советского политического аппарата, появлению множества подготовленных в советских учебных заведениях специалистов и распространению русского языка. Анализ общественного мнения после объявления о присоединении, якобы показал, что большинство населения восприняло такое решение положительно. В целом, о поддержке тувинцами Советского Союза говорит объём добровольной помощи, направленной во время ВОВ, и после присоединения ТНР такая поддержка не прекратилась, что косвенно свидетельствует, как минимум, о ненасильственности этого присоединения. Впрочем, никто из исследователей не отрицает того, что СССР был более заинтересован в присоединении, чем ТНР, и инициатива исходила в основном от советских властей.
Отсутствие консенсуса при оценке присоединения Тувы к Советскому Союзу (в первую очередь между китайскими исследователями, которые традиционно рассматривают Туву как неотъемлемую часть Внешней Монголии, чей суверенитет был признан в том числе и СССР, и российскими учёными, которые по очевидным причинам придерживаются мнения о полной добровольности присоединения) и противоречивость исторических документов, привели к достаточно широкому употреблению в западных работах более нейтрального, чем аннексия, термина — «absorption» (поглощение).

## Оценки и память

Бюст Хомушку Чургуй-оола в Кызыле работы Т. Ч. Ондара

Первый том Книги памяти Республики Тыва, в котором был опубликован поимённый алфавитный список тувинцев, призванных на фронт и погибших в период Великой Отечественной войны, вышел в 1955 году и насчитывал 1912 имён. В честь некоторых из них были названы улицы городов Тувы и населённые пункты в республике. В городе Ровно до сих пор существуют улицы имени Тувинских добровольцев, их командира Тюлюша Кечил-оола, которые в последние годы войны участвовали в боях на территории Волыни. Улица Тувинских добровольцев также есть в Кызыле.
В 2009 году телеканал «Россия» подготовил документальный фильм, приуроченный к 70-й годовщине начала Второй мировой войны. Съёмочная группа во главе с телеведущим Сергеем Брилёвым посетила председателя Правительства Республики Тыва Шолбана Кара-оола, последнего из оставшихся в живых тувинских добровольцев Веру Байлак, а также ряд достопримечательностей и памятных мест, связанных с тувинцами, участвовавшими в Великой Отечественной войне.
4 мая 2010 года в Центральном музее Великой Отечественной войны на Поклонной горе в Москве состоялось открытие экспозиции «Тувинская Народная Республика — все для общей Победы!», посвящённой участию Тувинской Народной Республики в войне. На выставке было представлено более 200 экспонатов из фондов Национального музея и Центрального государственного архива республики. Присутствовавший на мероприятии председатель Правительства Республики Тыва Шолбан Кара-оол охарактеризовал вклад Тувы в победу СССР в Великой Отечественной войне как «искренний, добровольный и разнообразный».
9 мая 2010 года в Кызыле был открыт мемориальный комплекс, посвящённый участникам Великой Отечественной войны. В тот же день здесь состоялась церемония возложения венков и цветов к памятнику.